# جوان غوغ
جوان غوغ (بالإنجليزية: Joanna Gough) هي مجدفة بريطانية، ولدت في 17 نوفمبر 1964 في Nantwich ‏ في المملكة المتحدة.

## وصلات خارجية
- جوان غوغ على موقع الاتحاد الدولي للتجديف (الإنجليزية)
- جوان غوغ على موقع أوليمبيديا (الإنجليزية)